# Heliotropium gillianum
Heliotropium gillianum là loài thực vật có hoa trong họ Mồ hôi. Loài này được (Riedl) Kazmi mô tả khoa học đầu tiên năm 1970.